# Pass auf deine Frau auf
Pass auf deine Frau auf (Originaltitel: Watch Your Wife) ist eine US-amerikanische Stummfilmkomödie aus dem Jahr 1926 von Svend Gade mit Virginia Valli in der Hauptrolle. Das Drehbuch basiert auf dem Roman Hustrur uthyras von Gösta Segercrantz.

## Handlung
Der Schriftsteller James Langham und seine wohlhabende Frau Claudia geraten in Streit und werden geschieden. Claudia zieht in ein Nobelhotel und erneuert ihre Bekanntschaft mit Alphonse Marsac, einem alten europäischen Freund, der es auf ihr Vermögen abgesehen hat. Allein in der Villa der Familie geht James zu einer Agentur und engagiert Gladys Moon als seine Tagesbegleiterin und Haushälterin. 
Eines Abends findet Claudia die beiden zusammen. Da sie, trotz der unschuldigen Beziehung, das Schlimmste vermutet, teilt sie Alphonse impulsiv mit, dass sie ihn heiraten wird. James geht ihr nach, holt sie aus einem fahrenden Zug und heiratet sie zum zweiten Mal.

## Hintergrund
Am 10. Januar 1926 wurde berichtet, dass Regisseur Gade die Schnittarbeiten der Endfassung abgeschlossen hatte. Am 4. April 1926 kam der Film in die US-Kinos.

## Kritiken
In einer Pre-Review in der Motion Picture News beschrieb George T. Pardy den Film als häusliche Geschichte, die Herzensangelegenheiten und ungezwungene Fröhlichkeit in höchstem Maße kombiniere.